# Quatuor Fitzwilliam
Le Quatuor Fitzwilliam est un quatuor à cordes britannique fondé en 1968.

## Historique
Le Quatuor Fitzwilliam (Fitzwilliam String Quartet en anglais, FSQ) est un quatuor à cordes créé en 1968 par quatre élèves du Fitzwilliam College de l'Université de Cambridge.
Les membres fondateurs de l'ensemble sont les violonistes John Philips et Nicholas Dowdling, l'altiste Alan George et le violoncelliste Ion Davies. Ils travaillent auprès de Sidney Griller (en) à l'Académie royale de musique de Londres. En 1974, deux nouveaux violonistes intègrent la formation, Jonathan Sparey et Christopher Rowland.
Le Quatuor Fitzwilliam est connu pour son étroite collaboration avec Dmitri Chostakovitch. L'ensemble donne notamment les premières auditions en Occident des trois derniers quatuors à cordes du compositeur et enregistre la première intégrale mondiale du cycle des quinze quatuors, au milieu des années 1970, chez l'Oiseau-Lyre. Cette gravure reçoit en 1977 un Gramophone Award et compte, dans un recensement en 2005, parmi les « cent plus grands enregistrements de tous les temps » selon le magazine Gramophone,.
Le Fitzwilliam donne régulièrement en concert l'intégrale des quatuors de Chostakovitch, à Londres, New York ou Montréal, notamment.
En 2020, malgré de nombreux remplacements au fil du temps, l'altiste fondateur Alan George est toujours membre de la formation. À ses côtés figurent les violonistes Lucy Russell (depuis 1988 et premier violon depuis 1995) et Marcus Barcham Stevens (depuis 2013) ainsi que la violoncelliste Sally Pendleburry.
Le Quatuor Fitzwilliam a occupé divers postes de quatuor en résidence dans des universités britanniques, à York, où il succède au Quatuor Amadeus, Warwick et St Andrews notamment, ou à Bucknell aux États-Unis,.
En 2023, la violoncelliste Ursula Smith remplace Heather Tuach au sein du quatuor, aux côtés des violonistes Lucy Russell et Andrew Roberts et de l'altiste Alan George. Le quatuor est en résidence au Clare Hall, à l’Université de Cambridge.

## Créations
Le Quatuor Fitzwilliam est le créateur de plusieurs œuvres, de Colin Matthews (Quatuor no 1, 1980) et David Matthews (Quatuor no 3, 1980), notamment,.

## Discographie
Le legs discographique du quatuor, sous étiquette Decca initialement puis pour Linn Records, est vaste et comprend des œuvres de Brahms, Beethoven, Borodine, César Franck, Frederick Delius, Jean Sibelius, Robert Schumann, Anton Bruckner, Ralph Vaughan Williams, Michael Blake (en), Liz Johnson et John Ramsay, notamment, ainsi que sur « instruments d'époque » Haydn et Schubert.  